# Gabriel Díaz (baloncestista)
Gabriel Díaz (San Miguel de Tucumán, Provincia de Tucumán, 17 de marzo de 1973) es un ex-baloncestista argentino que se desempeñaba habitualmente como alero. Jugó 20 temporadas en la Liga Nacional de Básquet, actuando además en el baloncesto profesional de Italia y en las divisiones menores de su país. Es el padre de los también baloncestistas Mateo Díaz y Alejo Díaz.

## Trayectoria
Gabriel Díaz nació en una familia muy vinculada al baloncesto: su padre, Gabriel "Tompy" Díaz, fue un jugador emblemático de Tucumán Basketball y capitán del seleccionado de su provincia en varias ediciones del Campeonato Argentino de Básquet, en tanto que su tía Norma Díaz formó parte de la selección femenina de básquetbol de Argentina.
Con 14 años fue reclutado por Pacífico de Bahía Blanca, club con el que debutaría profesionalmente en 1988. Dejó a los bahienses en 1990 para fichar con el Sport Club Cañadense, luego de que fracasara su incorporación al TAU Cerámica de España. En sus últimas dos temporadas con los santafesinos, siendo entrenado por Sergio Santos Hernández, Díaz jugó como titular promediando 15 puntos, 4.7 rebotes, 2.2 asistencias y 1.5 robos en 102 partidos.
Fue contratado por Andino en 1994. Allí permaneció durante las siguientes seis temporadas, siendo una de las figuras más destacadas del plantel. 
En 2000 se incorporó a Estudiantes de Olavarría, equipo que acababa de consagrarse campeón en la temporada anterior. En su primer año ganó cuatro torneos: la Copa de Campeones 2000, el Campeonato Panamericano de Clubes de 2000, la Liga Sudamericana de Clubes 2001 y la Liga Nacional de Básquet 2000-01. 
Díaz, al igual que muchos de sus colegas de la época, dejó su país en 2002 para probar suerte en Europa. En su caso aterrizó en Italia, siendo contratado por el Pallacanestro Catanzaro, club que en ese entonces militaba en la cuarta categoría del baloncesto profesional local. En el 2003 pudo fichar con el Viola Reggio Calabria de la Serie A. Sin embargo participó de tan sólo 4 encuentros con ese club, antes de ser cortado del plantel. En consecuencia retornó a su patria, contratado por Libertad de Sunchales como sustituto de Diego Cavaco. La siguiente temporada la disputaría con Atenas de Córdoba, siendo ese año en particular muy poco exitoso para el tradicional club.
En 2005 se unió a Central Entrerriano de Gualeguaychú, donde jugaría sus últimas tres temporadas en la LNB, convirtiéndose en una figura muy apreciada por los aficionados. Posteriormente actuó una temporada en el Torneo Nacional de Ascenso con la camiseta de Belgrano de San Nicolás.
En sus últimos años en el baloncesto competitivo jugó torneos provinciales con clubes de La Rioja y Entre Ríos, además de capitanear a Central Entrerriano en el Torneo Federal de Básquetbol entre 2014 y 2017. 

## Selección nacional
Díaz fue miembro de los seleccionados juveniles de baloncesto de Argentina, llegando a participar del Campeonato Mundial de Baloncesto Sub-22 Masculino de 1993 junto con otros jugadores que serían futuras estrellas de la LNB como Jorge Racca, Alejandro Montecchia, Sebastián Ginóbili, Gabriel Cocha, Christian Aragona y los hermanos Daniel Farabello y Claudio Farabello.
Con la selección mayor también compitió, actuando en el Campeonato Sudamericano de Baloncesto de 1997, en el Campeonato FIBA Américas de 1997 y en los Juegos de la Buena Voluntad de 2001. 